# Carmel (stad)

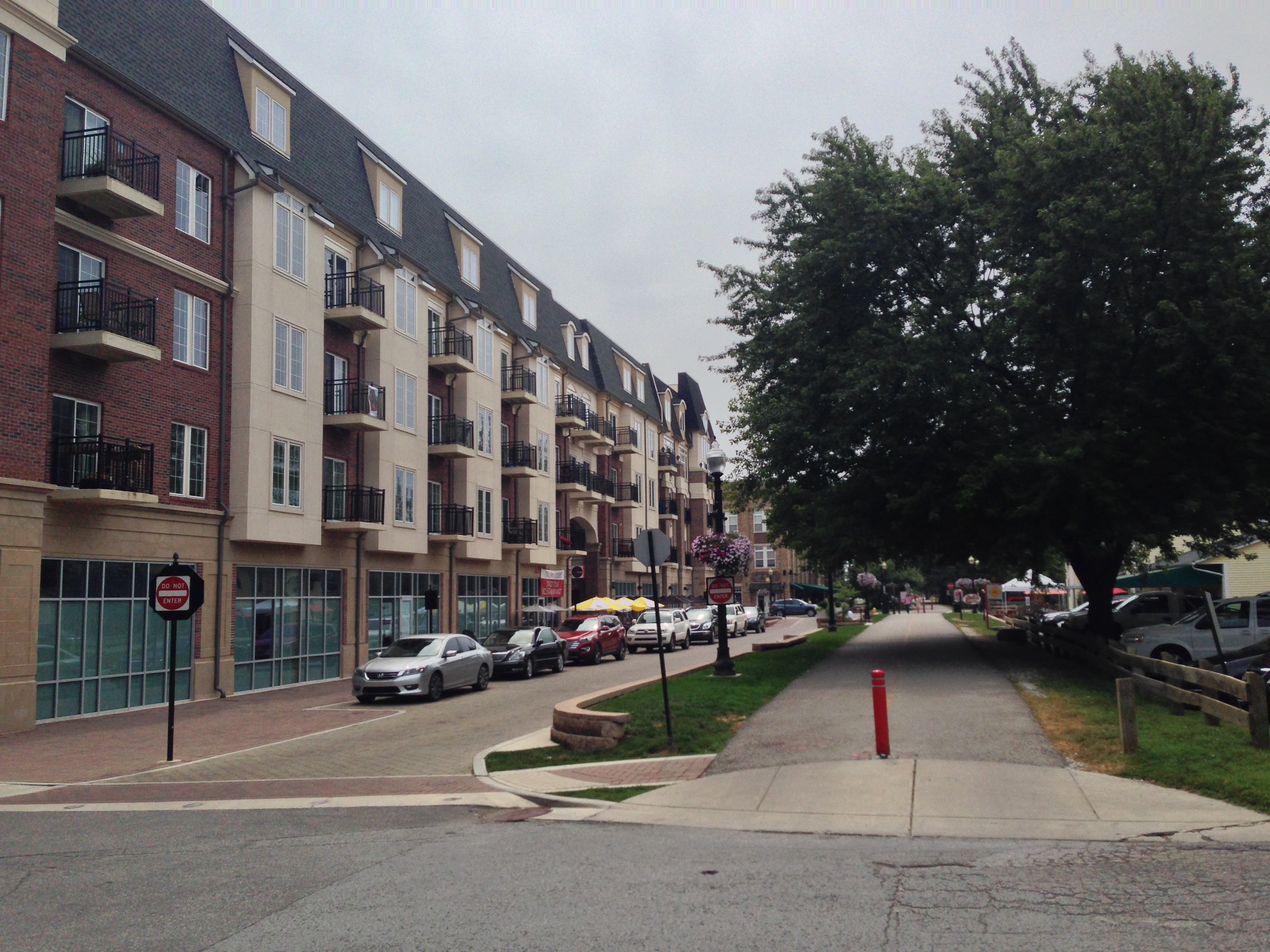
"Europese" straatinrichting van het stadscentrum van Carmel lang de tot fietspad veranderde spoorlijn Monon Greenway

Carmel is een plaats (city) in de Amerikaanse staat Indiana, en valt bestuurlijk gezien onder Hamilton County.
Het aantal inwoners van de stad is vanaf het jaar 2000 meer dan verdubbeld. In die periode werd rondom de gesloten spoorweg Monon een stadscentrum gebouwd naar Europees voorbeeld met midden-hoogbouw die ruimte voor kleine winkels met daarboven appartementen bevat, een stadsplein en een fiets- en voetgangervriendelijk wegennetwerk. De voormalige spoorlijn zelf is als fietspad de hoofdader daarvan geworden. Mede hierdoor wordt Carmel hoog aangeschreven als goede woon- en vestigingsplaats van waaruit de stadsgroei is te verklaren.

## Demografie
Bij de volkstelling in 2000 werd het aantal inwoners vastgesteld op 37.733.
In 2006 werd het aantal inwoners door het United States Census Bureau geschat op 60.570, een stijging van 22837 (60,5%). In 2020 was het inwonertal opgelopen tot 99,757.

## Geografie
Volgens het United States Census Bureau beslaat de plaats een oppervlakte van
46,4 km², waarvan 46,1 km² land en 0,3 km² water. Carmel ligt op ongeveer 253 m boven zeeniveau.

## Plaatsen in de nabije omgeving
De onderstaande figuur toont nabijgelegen plaatsen in een straal van 12 km rond Carmel.

## Trivia
- In 2023 was Carmel de stad met het grootste aantal rotondes in de Verenigde Staten.[2]